# Beauvoisin (Gard)
Pour les articles homonymes, voir Beauvoisin.
Exposée à un climat méditerranéen, elle est drainée par le canal d'irrigation du Bas-Rhône Languedoc, le canal du Rhône à Sète, le Valladas et par divers autres petits cours d'eau. Incluse dans la Camargue (delta du Rhône), la commune possède un patrimoine naturel remarquable : trois sites Natura 2000 (la « Petite Camargue », la « Camargue gardoise fluvio-lacustre » et les « costières nîmoises »), deux espaces protégés (les « Costières de Nimes » et la Petite Camargue) et trois zones naturelles d'intérêt écologique, faunistique et floristique.
Beauvoisin est une commune urbaine qui compte 5 823 habitants en 2022, après avoir connu une forte hausse de la population depuis 1975. Elle est dans l'unité urbaine de Beauvoisin et fait partie de l'aire d'attraction de Nîmes. Ses habitants sont appelés les Beauvoisinois ou Beauvoisinoises.
Le patrimoine architectural de la commune comprend un immeuble protégé au titre des monuments historiques : le temple protestant, inscrit en 2012.

## Géographie

### Localisation
Beauvoisin s'adosse au plateau des Costières. De sa position dominante sur la plaine du Vistre, le paysage embrasse un rayon de plus de 100 km :
- au nord : Nîmes, les garrigues nîmoises et le massif des Cévennes ;
- au sud : la Petite Camargue, la Camargue et la mer Méditerranée ;
- à l'est : le village voisin de Générac, la vallée du Rhône et le mont Ventoux ;
- à l'ouest : Montpellier et l'Hérault jusqu'au pic Saint-Loup.

### Communes limitrophes
Les communes limitrophes sont  Aubord, Bernis, Générac, Saint-Gilles, Uchaud, Vauvert et Vestric-et-Candiac.
| Vestric-et-Candiac | Uchaud, Bernis, Aubord | Générac      |
| Vauvert            | Beauvoisin             |              |
| Vauvert            | Vauvert                | Saint-Gilles |

### Climat
Pour des articles plus généraux, voir Climat de l'Occitanie et Climat du Gard.
En 2010, le climat de la commune est de type climat méditerranéen franc, selon une étude s'appuyant sur une série de données couvrant la période 1971-2000. En 2020, Météo-France publie une typologie des climats de la France métropolitaine dans laquelle la commune est exposée à un climat méditerranéen et est dans la région climatique Provence, Languedoc-Roussillon, caractérisée par une pluviométrie faible en été, un très bon ensoleillement (2 600 h/an), un été chaud (21,5 °C), un air très sec en été, sec en toutes saisons, des vents forts (fréquence de 40 à 50 % de vents > 5 m/s) et peu de brouillards.
Pour la période 1971-2000, la température annuelle moyenne est de 14,4 °C, avec une amplitude thermique annuelle de 17,3 °C. Le cumul annuel moyen de précipitations est de 721 mm, avec 5,6 jours de précipitations en janvier et 2,7 jours en juillet. Pour la période 1991-2020, la température moyenne annuelle observée sur la station météorologique la plus proche, située sur la commune de Saint-Gilles à 10 km à vol d'oiseau, est de 15,3 °C et le cumul annuel moyen de précipitations est de 684,6 mm,. Pour l'avenir, les paramètres climatiques de la commune estimés pour 2050 selon différents scénarios d'émission de gaz à effet de serre sont consultables sur un site dédié publié par Météo-France en novembre 2022.

### Milieux naturels et biodiversité

#### Espaces protégés
La protection réglementaire est le mode d’intervention le plus fort pour préserver des espaces naturels remarquables et leur biodiversité associée,.
La commune fait partie de la zone tampon de la Camargue (delta du Rhône), un territoire d'une superficie de 169 620 ha reconnu réserve de biosphère par l'UNESCO en 1977 pour ses nombreux bombements sources de diversité : bourrelets alluviaux des bras anciens et actuels du Rhône et cordons dunaires élaborés par les courants marins et les rivages historiques de la Méditerranée. Entre ces replis encore en partie boisés, dans les dépressions, se répartissent des terres basses occupées par les lagunes bordées de steppes salées, les marais à roselières en partie exploités pour la coupe du roseau et les étangs - dont le plus grand, le Vaccarès, occupe 6 500 hectares,.
Deux autres espaces protégés sont présents sur la commune : * les « Costières de Nimes », un terrain acquis (ou assimilé) par un conservatoire d'espaces naturels, d'une superficie de 2 027 ha ;
- la Petite Camargue, une zone humide protégée par la convention de Ramsar, d'une superficie de 41 705,5 ha[13].

#### Réseau Natura 2000

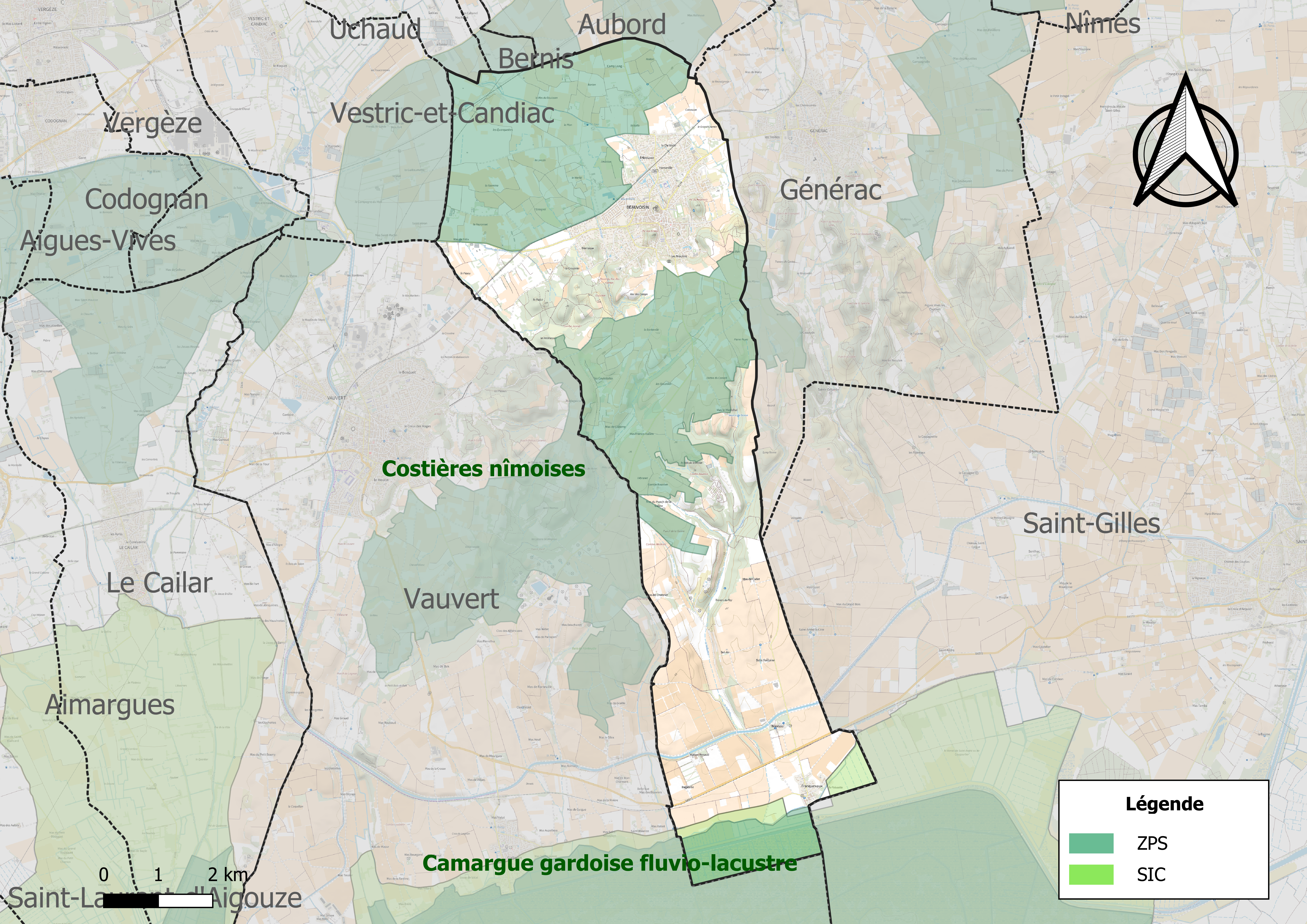
Site Natura 2000 sur le territoire communal.

Le réseau Natura 2000 est un réseau écologique européen de sites naturels d'intérêt écologique élaboré à partir des directives habitats et oiseaux, constitué de zones spéciales de conservation (ZSC) et de zones de protection spéciale (ZPS).
Un site Natura 2000 a été défini sur la commune au titre de la directive habitats :
- la « petite Camargue », d'une superficie de 34 412 ha, une grande zone humide littorale indissociable de la Camargue provençale. Il comprend deux ensembles très intéressants : d'une part une zone laguno-marine avec un important massif dunaire actif avec de nombreuses dunes vives et fixées dont certaines boisées (Genévriers et Pins pignons) et d'autre part une zone fluvio-lacustre constituée de marais et d'étangs doux à saumâtres[16]

et deux au titre de la directive oiseaux :
- le « Camargue gardoise fluvio-lacustre », d'une superficie de 5 728 ha, comprenant une vaste zone (2 600 ha) de marais dulçaquicoles constituée par les étangs du Charnier, du Grey et du Scamandre ceinturés par la plus vaste étendue de roselières de la région (1 760 ha)[17] ;
- les « costières nîmoises », d'une superficie de 13 479 ha, qui accueillait, en 2004, 300 mâles chanteurs, soit 60% des mâles reproducteurs de la région et près du quart des mâles reproducteurs en France[18].

#### Zones naturelles d'intérêt écologique, faunistique et floristique
L’inventaire des zones naturelles d'intérêt écologique, faunistique et floristique (ZNIEFF) a pour objectif de réaliser une couverture des zones les plus intéressantes sur le plan écologique, essentiellement dans la perspective d’améliorer la connaissance du patrimoine naturel national et de fournir aux différents décideurs un outil d’aide à la prise en compte de l’environnement dans l’aménagement du territoire.
Deux ZNIEFF de type 1 sont recensées sur la commune : les « costières de Beauvoisin » (1 030 ha), couvrant 5 communes du département, et les « étangs du Charnier et du Scamandre » (4 301 ha), couvrant 4 communes du département et une ZNIEFF de type 2, : le « Camargue gardoise » (42 422 ha), couvrant 12 communes dont 11 dans le Gard et 1 dans l'Hérault.

Carte des ZNIEFF de type 1 et 2 à Beauvoisin.
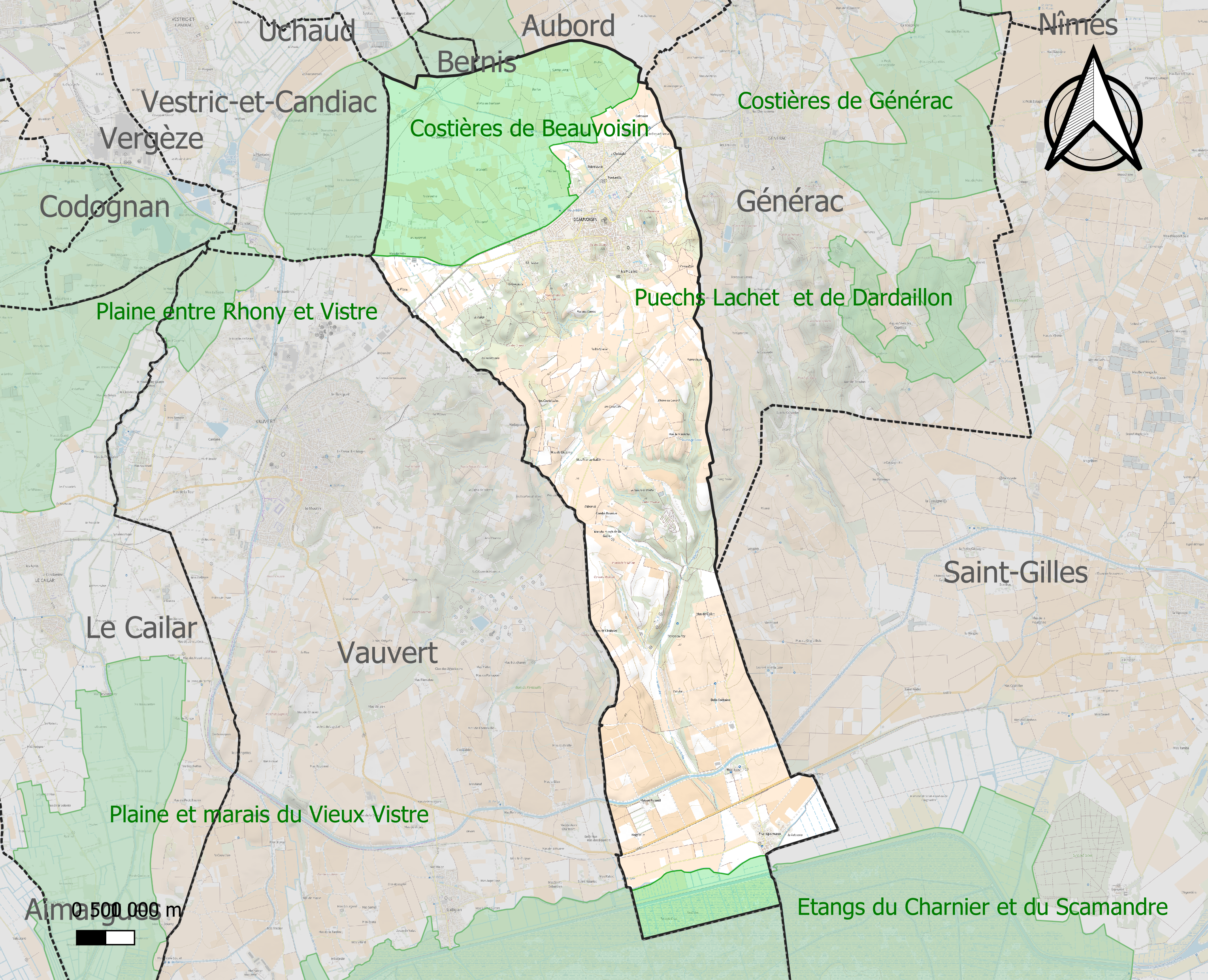
Carte des ZNIEFF de type 1 sur la commune.
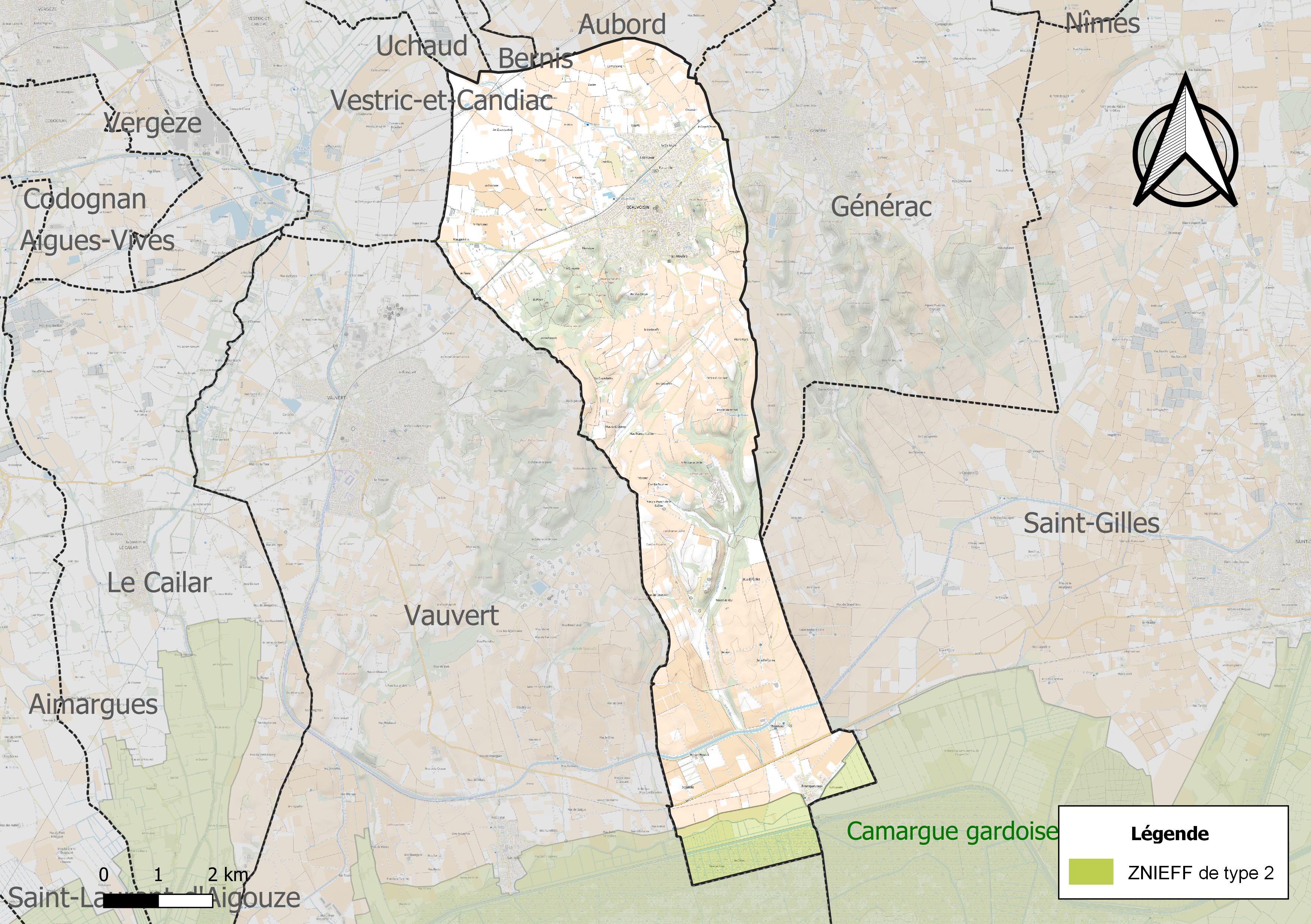
Carte de la ZNIEFF de type 2 sur la commune.

## Urbanisme

### Typologie
Au 1er janvier 2024, Beauvoisin est catégorisée petite ville, selon la nouvelle grille communale de densité à sept niveaux définie par l'Insee en 2022.
Elle appartient à l'unité urbaine de Beauvoisin, une unité urbaine monocommunale constituant une ville isolée,. Par ailleurs la commune fait partie de l'aire d'attraction de Nîmes, dont elle est une commune de la couronne,. Cette aire, qui regroupe 92 communes, est catégorisée dans les aires de 200 000 à moins de 700 000 habitants,.

### Occupation des sols
L'occupation des sols de la commune, telle qu'elle ressort de la base de données européenne d’occupation biophysique des sols Corine Land Cover (CLC), est marquée par l'importance des territoires agricoles (81,5 % en 2018), en diminution par rapport à 1990 (84,9 %). La répartition détaillée en 2018 est la suivante : cultures permanentes (75,2 %), zones urbanisées (7,4 %), forêts (6,9 %), zones agricoles hétérogènes (5,6 %), zones humides intérieures (4,3 %), terres arables (0,6 %). L'évolution de l’occupation des sols de la commune et de ses infrastructures peut être observée sur les différentes représentations cartographiques du territoire : la carte de Cassini (XVIIIe siècle), la carte d'état-major (1820-1866) et les cartes ou photos aériennes de l'IGN pour la période actuelle (1950 à aujourd'hui).

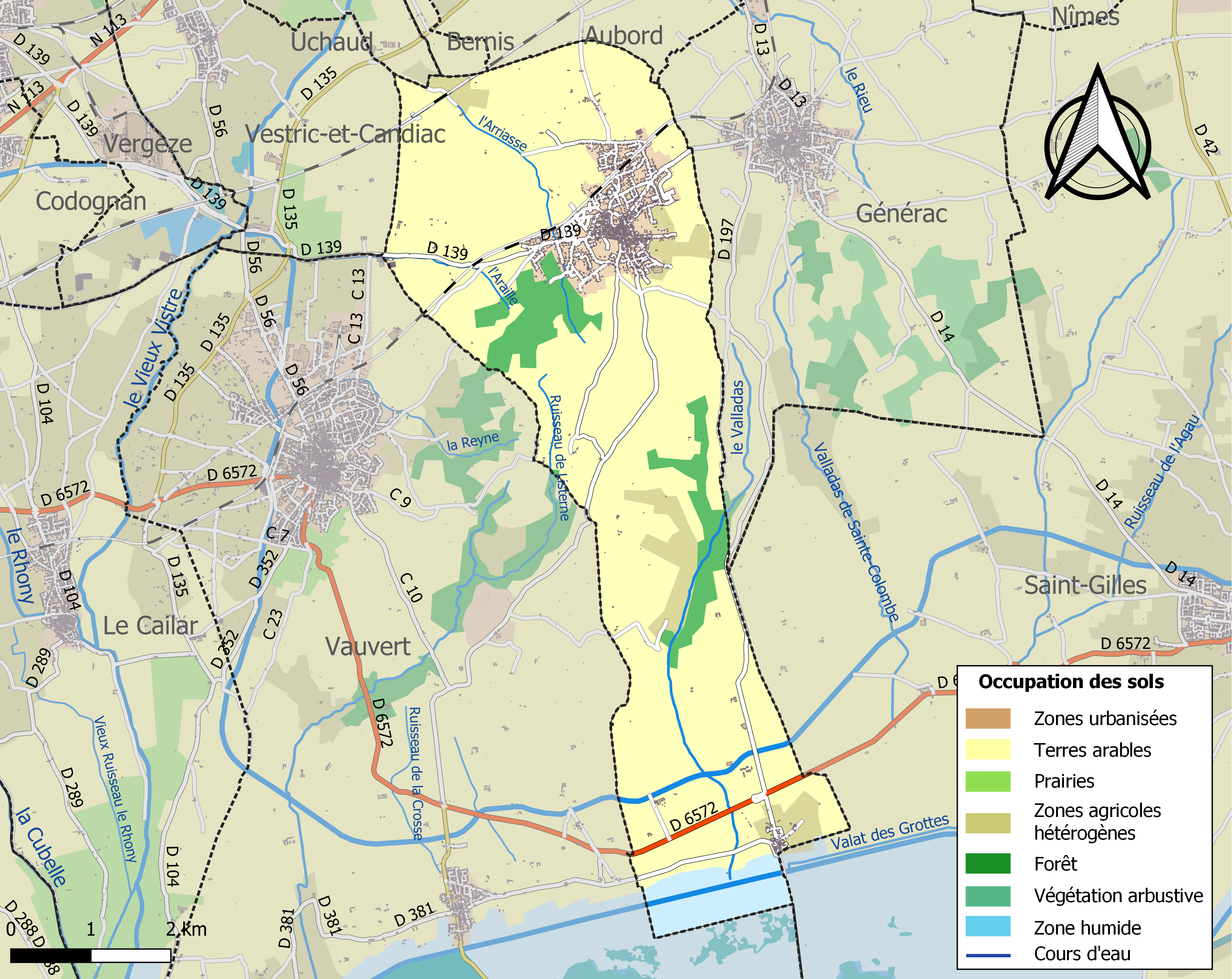
Carte des infrastructures et de l'occupation des sols de la commune en 2018 (CLC).

### Risques majeurs
Le territoire de la commune de Beauvoisin est vulnérable à différents aléas naturels : météorologiques (tempête, orage, neige, grand froid, canicule ou sécheresse), inondations, feux de forêts, mouvements de terrains et séisme (sismicité faible). Il est également exposé à deux risques technologiques, le transport de matières dangereuses et la rupture d'un barrage. Un site publié par le BRGM permet d'évaluer simplement et rapidement les risques d'un bien localisé soit par son adresse soit par le numéro de sa parcelle.

#### Risques naturels
Certaines parties du territoire communal sont susceptibles d’être affectées par le risque d’inondation par débordement de cours d'eau et par une crue torrentielle ou à montée rapide de cours d'eau, notamment le canal du Rhône à Sète et le canal du Bas-Rhône Languedoc. La commune a été reconnue en état de catastrophe naturelle au titre des dommages causés par les inondations et coulées de boue survenues en 1982, 1987, 1988, 1994, 2002, 2003, 2005, 2018 et 2021,.

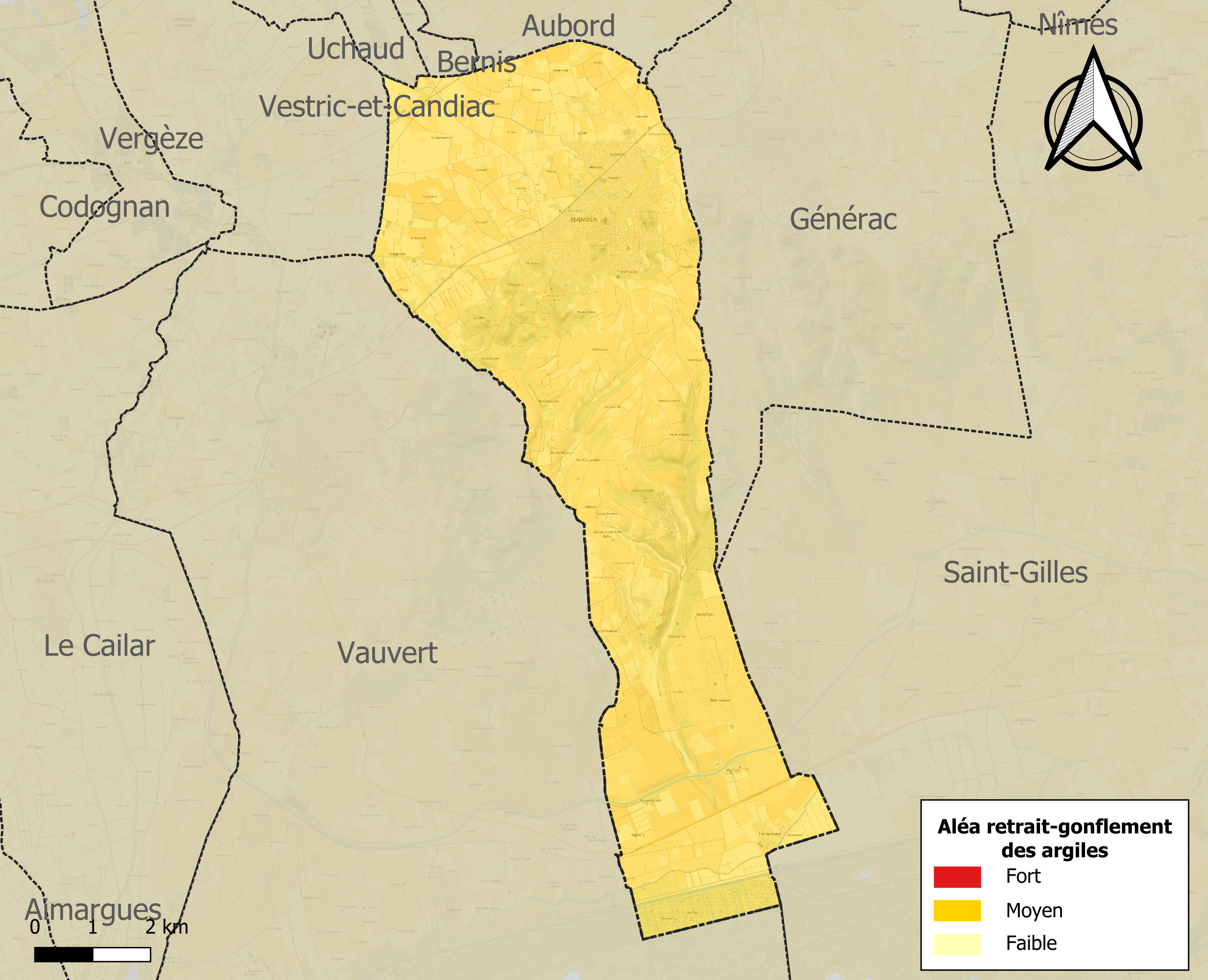
Carte des zones d'aléa retrait-gonflement des sols argileux de Beauvoisin.

La commune est vulnérable au risque de mouvements de terrains constitué principalement du retrait-gonflement des sols argileux. Cet aléa est susceptible d'engendrer des dommages importants aux bâtiments en cas d’alternance de périodes de sécheresse et de pluie. La totalité de la commune est en aléa moyen ou fort (67,5 % au niveau départemental et 48,5 % au niveau national). Sur les 1 808 bâtiments dénombrés sur la commune en 2019, 1808 sont en aléa moyen ou fort, soit 100 %, à comparer aux 90 % au niveau départemental et 54 % au niveau national. Une cartographie de l'exposition du territoire national au retrait gonflement des sols argileux est disponible sur le site du BRGM,.
Par ailleurs, afin de mieux appréhender le risque d’affaissement de terrain, l'inventaire national des cavités souterraines permet de localiser celles situées sur la commune.

#### Risques technologiques
Le risque de transport de matières dangereuses sur la commune est lié à sa traversée par des infrastructures routières ou ferroviaires importantes ou la présence d'une canalisation de transport d'hydrocarbures. Un accident se produisant sur de telles infrastructures est en effet susceptible d’avoir des effets graves au bâti ou aux personnes jusqu’à 350 m, selon la nature du matériau transporté. Des dispositions d’urbanisme peuvent être préconisées en conséquence.
La commune est en outre située en aval des barrages de Sainte-Croix et de Serre-Ponçon, deux ouvrages de classe A. À ce titre elle est susceptible d’être touchée par l’onde de submersion consécutive à la rupture d'un de ces ouvrages.

## Toponymie
Le nom de la localité est attesté sous les formes Bellumvicinum en 1027, castrum Belvedin en 1121, de Velvezin en 1197, Belvoysin en 1435.
De l'adjectif bas latin bellus (beau») et vicinium (voisinage, village).
Voisin (vicinus), comme toponyme, est un dérivé du latin vicus (quartier, village).
Ses habitants sont les Beauvoisinois et les Beauvoisinoises. On les appelle également li tèfles, les grosses têtes ! dans le langage des sobriquets collectifs utilisé dans les villages méridionaux.

## Histoire

### Préhistoire
La plus ancienne trace d’occupation humaine à Beauvoisin date de l'épipaléolithique (soit entre 10 000 et 9 000 av. J.C), sur le site du Plaisir, au sud-ouest du village.
Des outils ainsi que 7 à 8 individus (un enfant, un adolescent et des adultes) furent découverts sur ce site en 1981 et 1982. Ce gisement confirme la présence, sur le littoral, de culture de lignée «valorguienne» .
La faune dans la zone était dominée par les lagomorphes, mais aussi par des cervidés, des chevaux, bovidés (comme l’Auroch), renards, petits mustélidés et rongeurs.
Elle était également en relation avec le littoral, confirmée par la découverte de petits coquillages.
La flore était différente d’aujourd'hui. En effet, si aujourd'hui la zone est composée de chênes verts, de chênes kermès, de pignons ou encore de pin d’Alep, il semblerait que la flore dominante de l’époque était composée ici par des genévriers, des prunus et des érables de Montpellier. Des petits fruits dont des raisins et des pommes furent également découverts,.
Le puech du site du Plaisir offrait, par sa falaise de sable, des bancs de grès formant des petites cavités permettant d’être utilisées comme abris par ces populations préhistoriques.
D'autres fouilles dans les années 1970 dans l'hypogée du roc des camps ont permis la découverte de trois individus datant du chalcolithique,. L’hypogée était constitué d’une petite chambre qui était fermée par un petit muret qui débouchait sur un pseudo-couloir et les trois individus étaient sur un dallage composé de galets qui provenaient vraisemblablement de terrasses avoisinantes,.
Plus récemment en 2011 deux structures de combustion datant du Néolithique ou de la Protohistoire ont été découverts sur la commune, montrant qu'elle était occupée à ces périodes là.

### Moyen Âge
Les premières mentions de Beauvoisin apparaissent vers 820 sur un cartulaire de l'abbaye de Psalmodie, située près d'Aigues-Mortes.
Le lieu est appelé Tovana ou Tufana. Il est situé à l'emplacement actuel du vieux village, autour de la butte du Château. Ce site surélevé était propice à la surveillance et sa propre défense, en des périodes de grandes invasions qui empruntaient le couloir de Nîmes vers l'ouest.
En 973, l'évêque Bernard de Nîmes, cède un harmas (terre sans culture) aux portes de Beauvoisin à un nommé Raoux et sa femme, en échange d'une vigne sous les murs de Nîmes.
Sous le nom de Bellovicidum, la terre de village appartient au vicomte de Nîmes de la famille Aton, de 1027 à 1041.
Le château construit en 1067 aurait appartenu aux templiers et aurait été détruit vers 1150, ainsi que sa chapelle Saint-Pierre (à l'emplacement de l'église actuelle).
En 1121, le château de Beauvoisin passe sous la juridiction vauverdoise lorsque Rostaing II de Posquières (ancien nom de Vauvert) épouse Ermessinde, fille de Bernard Aton IV, vicomte de Nîmes et Béziers. Elle apporte en dot les châteaux de Beauvoisin, Calvisson et Marguerittes.
En 1143, Pierre de Beauvoisin est témoin de la donation par Pons-Guilhem de ses terres de francavallis à l'abbaye de Franquevaux. Puis en 1145, Bernard Raymond de Beauvoisin est témoin de l'acte de Bernard Aton IV en faveur des foires de Nîmes.
Pour garder ses juridictions, Rostaing III de Posquières rachète en 1146 à Bernard Aton la dot de sa mère Ermessinde contre 98 marcs d'argent du poids de Saint-Gilles, c’est-à-dire la justice des châteaux de Beauvoisin, Calvisson et Marguerittes et le pouvoir d'exiger serment de fidélité de tous leurs habitants.
Les brigands cathares ou albigeois occupent le castrum de Belote. En 1197, Raymond VI comte de Toulouse l'assiège et le délivre. Un accord est passé en 1198 entre l'abbé de Franquevaux et Guillaume de Cazellis, prévôt du chapitre de Nîmes et prieur de Beauvoisin sur les limites de leurs territoires respectifs. Plus tard, le prieur Pierres du Besset assure un concordat entre le seigneur et les habitants de Beauvoisin par lequel on lui accorde un treizième de la dîme. Le dénombrement de la sénéchaussée de Nîmes, organisé en 1384, révèle 9 feux au village de Bellovicinum, c’est-à-dire environ 50 habitants. La réparation du subside (impôt) au roi Charles VI mentionne l'ecclésia de Bellovicino, celle à Charles VII, en 1437, cite Belvoysin.
Dans les actes du notaire Ursy à Nîmes on trouve cité le prieuré Saint-Thomas de Beauvoysin. Dans les actes du même notaire, en 1575, le village est appelé Beauvoisin.

### Époque moderne

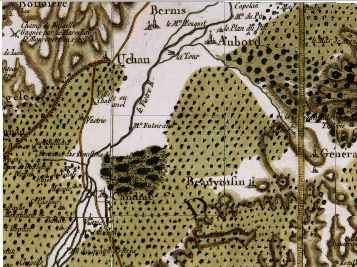
Carte de Cassini.

En cette fin du XVe siècle, Beauvoisin adhère presque totalement aux idées de la Réforme. Jusqu'à la révocation de l'édit de Nantes en 1685, la commune sera gouvernée par des consuls protestants. De cette période, on retiendra la volonté des élus d'assurer la formation des enfants du village. Il existe en effet des contrats de précepteurs engagés pour cette fonction. Les troubles de l'après Édit de Nantes n'épargneront pas Beauvoisin. Des assemblées interdites, les déserts, organisées autour du village seront réprimées. Les camisards investiront la commune en 1704, y brûleront l'église et feront des victimes parmi la population.

### Révolution française et Empire
À la Révolution, le village occupe le territoire au pied du château, entre la rue de la Poste, la Grand Rue, la rue Pavée et la rue du Jeu du Mail. Les cultures vivrières surtout (blé, orge, oliviers) sont essentiellement dans la plaine. Les Costières, appartenant pour majeure partie a l'abbaye de Franquevaux, sont couvertes de bois, au milieu desquels on trouve quelques mas comme Listerne ou Sainte-Colombe. La vente de ces biens, devenus biens nationaux, à quelques propriétaires beauvoisinois et leur défrichement, va amorcer l'essor de l'agriculture qui a modelé le village d'aujourd'hui.

## Politique et administration

### Liste des maires
| Période                                  | Période  | Identité         | Étiquette                 | Qualité                                                               |
| ---------------------------------------- | -------- | ---------------- | ------------------------- | --------------------------------------------------------------------- |
| 1900                                     | 1908     | Honoré Quet      |                           |                                                                       |
| 1945                                     | 1947     | Charles Malrieux | PC                        | Instituteur Ancien résistant                                          |
| 1947                                     | 1971     | André Belin      |                           |                                                                       |
| 1971                                     | 1977     | Louis Faysse     |                           |                                                                       |
| 1977                                     | 1983     | Émile Gibelin    |                           |                                                                       |
| 1983                                     | 1995     | Guy Oziol        |                           |                                                                       |
| 1995                                     | 2001     | Bernard Chassang | PS                        |                                                                       |
| 2001                                     | 2008     | Jean-Louis Becat | DVD                       | Vice-président de la Communauté de communes                           |
| 2008                                     | 2014     | Bernard Chassang | PS puis DVG (depuis 2011) | Vice-président de la Communauté de communes (2008-2014)               |
| 2014                                     | 2020     | Guy Schramm      | DVD                       | Chevalier de l'ordre du mérite agricole Directeur de cuisine centrale |
| 2020                                     | En cours | Mylène Cayzac    | DVG                       |                                                                       |
| Les données manquantes sont à compléter. |          |                  |                           |                                                                       |

### Intercommunalité
La commune appartient à la Communauté de communes de Petite-Camargue.

### Jumelages
- West Dunbartonshire (Écosse)

## Population et société

### Démographie
L'évolution du nombre d'habitants est connue à travers les recensements de la population effectués dans la commune depuis 1793. Pour les communes de moins de 10 000 habitants, une enquête de recensement portant sur toute la population est réalisée tous les cinq ans, les populations de référence des années intermédiaires étant quant à elles estimées par interpolation ou extrapolation. Pour la commune, le premier recensement exhaustif entrant dans le cadre du nouveau dispositif a été réalisé en 2007.

En 2022, la commune comptait 5 823 habitants, en évolution de +23,26 % par rapport à 2016 (Gard : +2,97 %, France hors Mayotte : +2,11 %).
| 1793 | 1800 | 1806 | 1821  | 1831  | 1836  | 1841  | 1846  | 1851  |
| ---- | ---- | ---- | ----- | ----- | ----- | ----- | ----- | ----- |
| 780  | 867  | 866  | 1 153 | 1 260 | 1 264 | 1 271 | 1 314 | 1 315 |

| 1856  | 1861  | 1866  | 1872  | 1876  | 1881  | 1886  | 1891  | 1896  |
| ----- | ----- | ----- | ----- | ----- | ----- | ----- | ----- | ----- |
| 1 442 | 1 491 | 1 623 | 1 786 | 1 580 | 1 381 | 1 334 | 1 525 | 1 576 |

| 1901  | 1906  | 1911  | 1921  | 1926  | 1931  | 1936  | 1946  | 1954  |
| ----- | ----- | ----- | ----- | ----- | ----- | ----- | ----- | ----- |
| 1 651 | 1 759 | 1 775 | 1 716 | 1 608 | 1 720 | 1 620 | 1 404 | 1 553 |

| 1962  | 1968  | 1975  | 1982  | 1990  | 1999  | 2006  | 2007  | 2012  |
| ----- | ----- | ----- | ----- | ----- | ----- | ----- | ----- | ----- |
| 1 553 | 1 580 | 1 502 | 1 901 | 2 706 | 3 133 | 3 308 | 3 335 | 4 063 |

| 2017  | 2022  | - | - | - | - | - | - | - |
| ----- | ----- | - | - | - | - | - | - | - |
| 4 780 | 5 823 | - | - | - | - | - | - | - |

### Manifestations culturelles et festivités
La vie de la commune de Beauvoisin est marquée par sa fête votive, positionnée la première semaine après le quinze août. Elle est l'occasion, comme dans toutes les communes environnantes, de festivités principalement liées à la bouvine.
Chaque année une classe de jeunes doit « s’occuper » de la fête votive. Ils réalisent, entre autres, des aubades. Au début du XXe siècle, il s’agissait de fêter le départ pour le Service national des jeunes hommes qui venaient d’avoir 18 ans. C’était les conscrits de « la classe » (la classe d’âge). Les aubades continuent toujours, un peu comme un rite de passage, bien que la conscription n’existe plus. Avant ces aubades les jeunes de la fête (les abats) réalisent des empègues. L’empègue vient du mot occitan empeguar, qui signifie « coller ». Ce sont des dessins fait au pochoir qui sont plus ou moins directement liés à la culture taurine et à la course libre. Chaque empègue comporte les 3 lettres V L J pour « Vive la jeunesse » suivi de l'année de la classe.

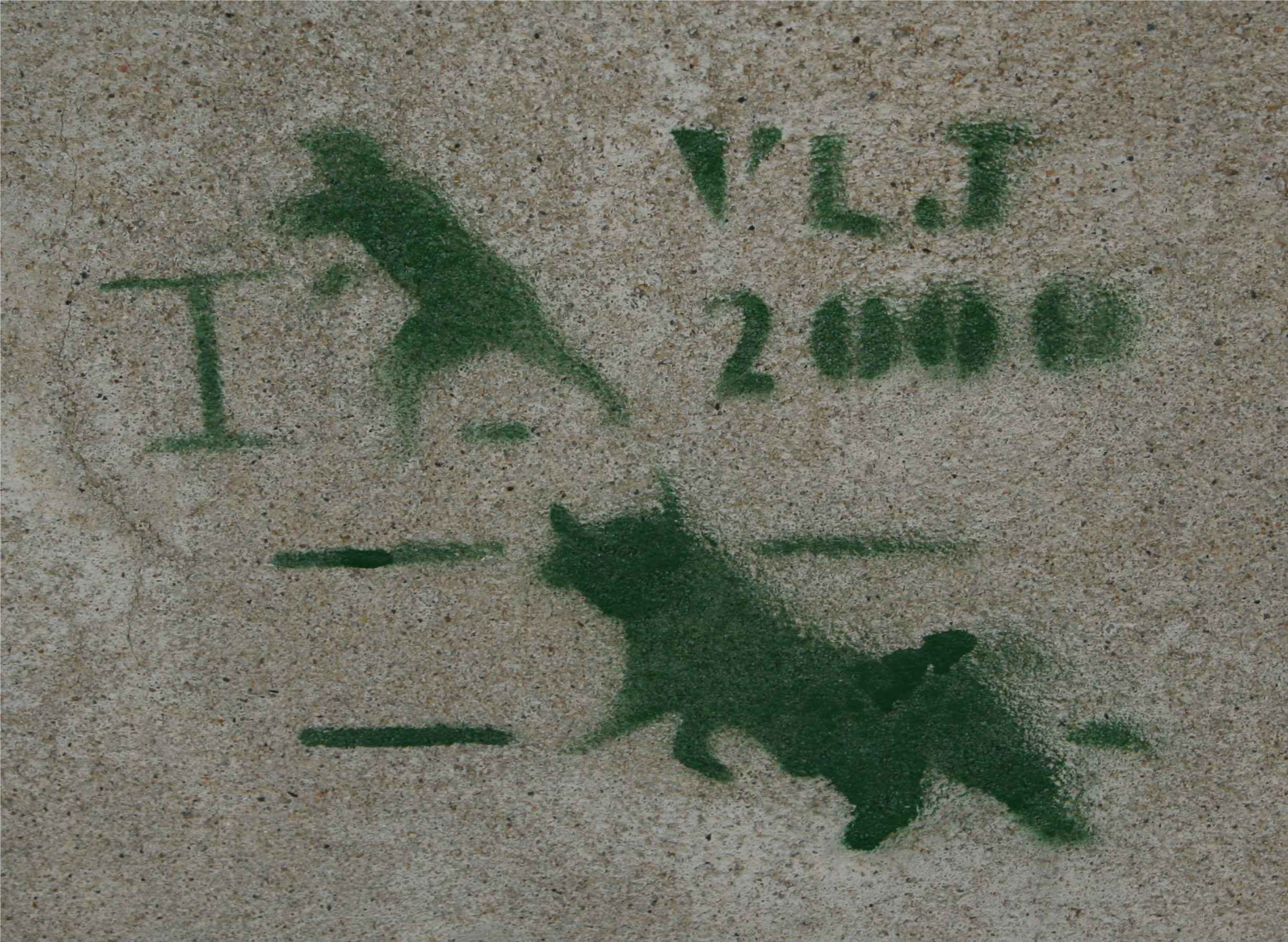
Empègue de Beauvoisin - VLJ 2000.
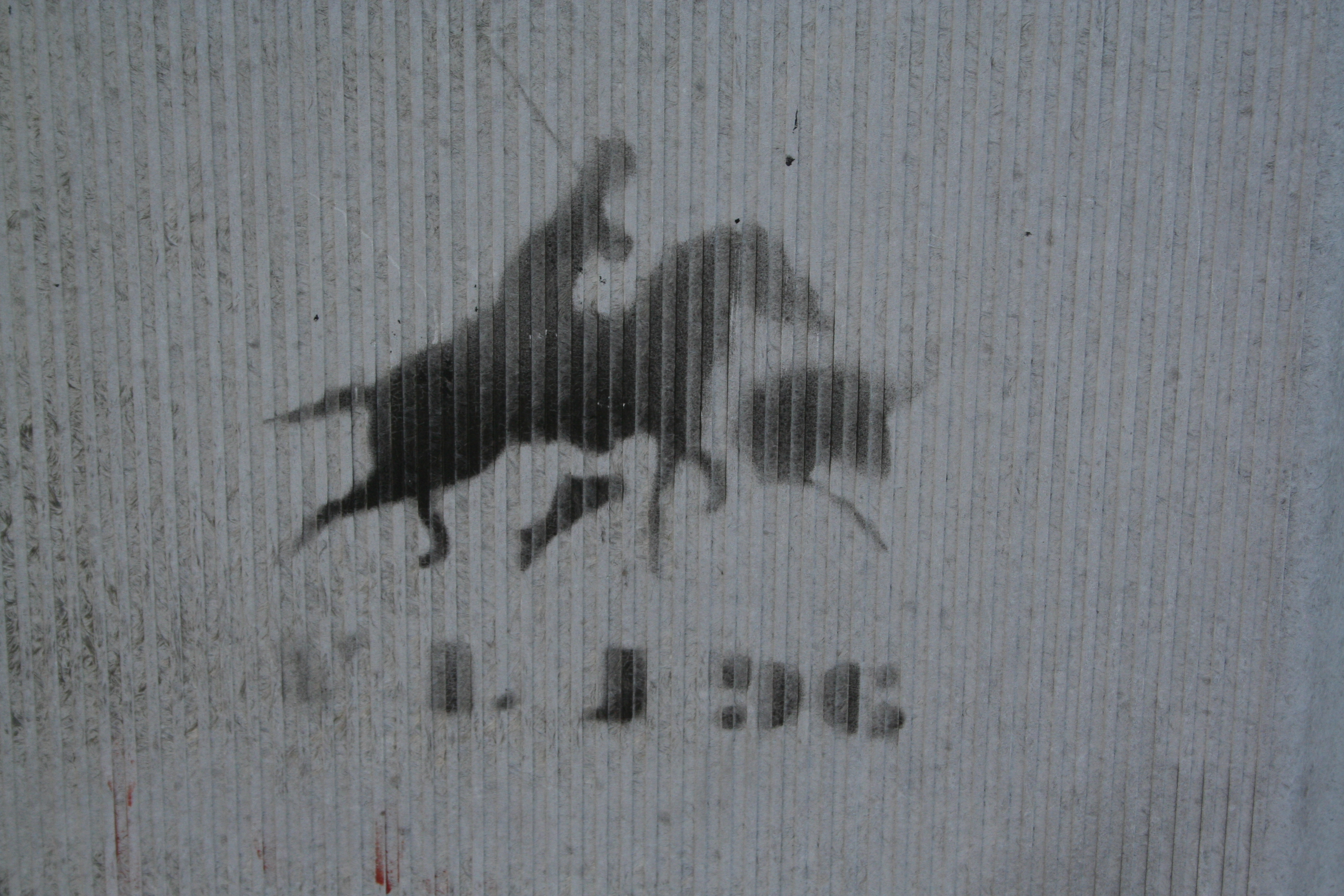
VLJ 1996.
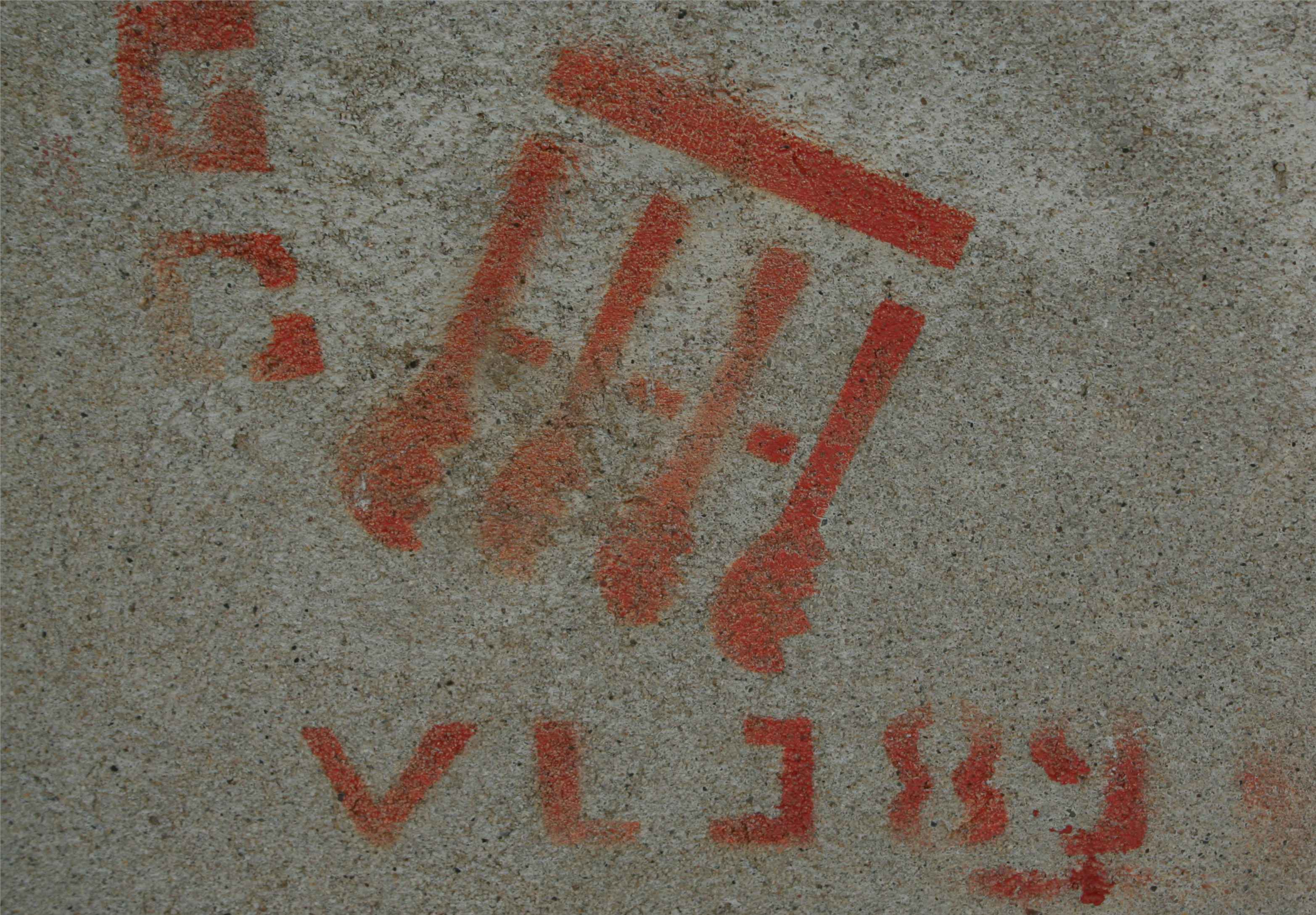
VLJ 1989.

## Économie

### Revenus
En 2018 (données Insee publiées en septembre 2021), la commune compte 2 044 ménages fiscaux, regroupant 5 238 personnes. La médiane du revenu disponible par unité de consommation est de 20 840 € (20 020 € dans le département). 47 % des ménages fiscaux sont imposés (43,9 % dans le département).

### Emploi
|                | 2008   | 2013  | 2018   |
| -------------- | ------ | ----- | ------ |
| Commune        | 8,7 %  | 9,1 % | 10,8 % |
| Département    | 10,6 % | 12 %  | 12 %   |
| France entière | 8,3 %  | 10 %  | 10 %   |

En 2018, la population âgée de 15 à 64 ans s'élève à 3 100 personnes, parmi lesquelles on compte 78,6 % d'actifs (67,8 % ayant un emploi et 10,8 % de chômeurs) et 21,4 % d'inactifs,. Depuis 2008, le taux de chômage communal (au sens du recensement) des 15-64 ans est inférieur à celui du département, mais supérieur à celui de la France.
La commune fait partie de la couronne de l'aire d'attraction de Nîmes, du fait qu'au moins 15 % des actifs travaillent dans le pôle,. Elle compte 553 emplois en 2018, contre 571 en 2013 et 455 en 2008. Le nombre d'actifs ayant un emploi résidant dans la commune est de 2 126, soit un indicateur de concentration d'emploi de 26 % et un taux d'activité parmi les 15 ans ou plus de 64,5 %.
Sur ces 2 126 actifs de 15 ans ou plus ayant un emploi, 377 travaillent dans la commune, soit 18 % des habitants. Pour se rendre au travail, 90,3 % des habitants utilisent un véhicule personnel ou de fonction à quatre roues, 2,3 % les transports en commun, 3,9 % s'y rendent en deux-roues, à vélo ou à pied et 3,6 % n'ont pas besoin de transport (travail au domicile).

### Activités hors agriculture

#### Secteurs d'activités
337 établissements ( hors agriculture) sont implantés à Beauvoisin au 31 décembre 2019. Le tableau ci-dessous en détaille le nombre par secteur d'activité et compare les ratios avec ceux du département,.
| Secteur d'activité                                                                                        | Commune | Commune | Département |
| Secteur d'activité                                                                                        | Nombre  | %       | %           |
| --- | ------- | ------- | ----------- |
| Ensemble                                                                                                  | 337     | 100 %   | (100 %)     |
| Industrie manufacturière, industries extractives et autres                                                | 26      | 7,7 %   | (7,9 %)     |
| Construction                                                                                              | 71      | 21,1 %  | (15,5 %)    |
| Commerce de gros et de détail, transports, hébergement et restauration                                    | 79      | 23,4 %  | (30 %)      |
| Information et communication                                                                              | 9       | 2,7 %   | (2,2 %)     |
| Activités financières et d'assurance                                                                      | 10      | 3 %     | (3 %)       |
| Activités immobilières                                                                                    | 14      | 4,2 %   | (4,1 %)     |
| Activités spécialisées, scientifiques et techniques et activités de services administratifs et de soutien | 47      | 13,9 %  | (14,9 %)    |
| Administration publique, enseignement, santé humaine et action sociale                                    | 38      | 11,3 %  | (13,5 %)    |
| Autres activités de services                                                                              | 43      | 12,8 %  | (8,8 %)     |

Le secteur du commerce de gros et de détail, des transports, de l'hébergement et de la restauration est prépondérant sur la commune puisqu'il représente 23,4 % du nombre total d'établissements de la commune (79 sur les 337 entreprises implantées à Beauvoisin), contre 30 % au niveau départemental.

#### Entreprises et commerces
Les cinq entreprises ayant leur siège social sur le territoire communal qui génèrent le plus de chiffre d'affaires en 2020 sont :
- Sodis, supermarchés (7 347 k€) ;
- Esteban et Fils, travaux de terrassement courants et travaux préparatoires (379 k€) ;
- Poirot Bio, commerce d'alimentation générale (272 k€) ;
- Diagex-Conseils, conseil pour les affaires et autres conseils de gestion (89 k€) ;
- Carla, location de logements (67 k€).

### Agriculture
La commune est au cœur des « Costières de Nîmes », une petite région agricole occupant le sud-est du département du Gard. En 2020, l'orientation technico-économique de l'agriculture sur la commune est la viticulture.
|               | 1988  | 2000  | 2010  | 2020  |
| ------------- | ----- | ----- | ----- | ----- |
| Exploitations | 170   | 107   | 80    | 71    |
| SAU (ha)      | 1 711 | 1 714 | 1 507 | 1 145 |

Le nombre d'exploitations agricoles en activité et ayant leur siège dans la commune est passé de 170 lors du recensement agricole de 1988 à 107 en 2000 puis à 80 en 2010 et enfin à 71 en 2020, soit une baisse de 58 % en 32 ans. Le même mouvement est observé à l'échelle du département qui a perdu pendant cette période 61 % de ses exploitations,. La surface agricole utilisée sur la commune a également diminué, passant de 1 711 ha en 1988 à 1 145 ha en 2020. Parallèlement la surface agricole utilisée moyenne par exploitation a augmenté, passant de 10 à 16 ha.

## Culture locale et patrimoine

### Édifices civils
- Le château fut construit à partir de 1067. Il aurait, à l'instar du château de Générac, appartenu aux Templiers.
- L'horloge, surmontée d'un campanile en fer, et la mairie, sont également édifiées dans cette première moitié du XIXe siècle.

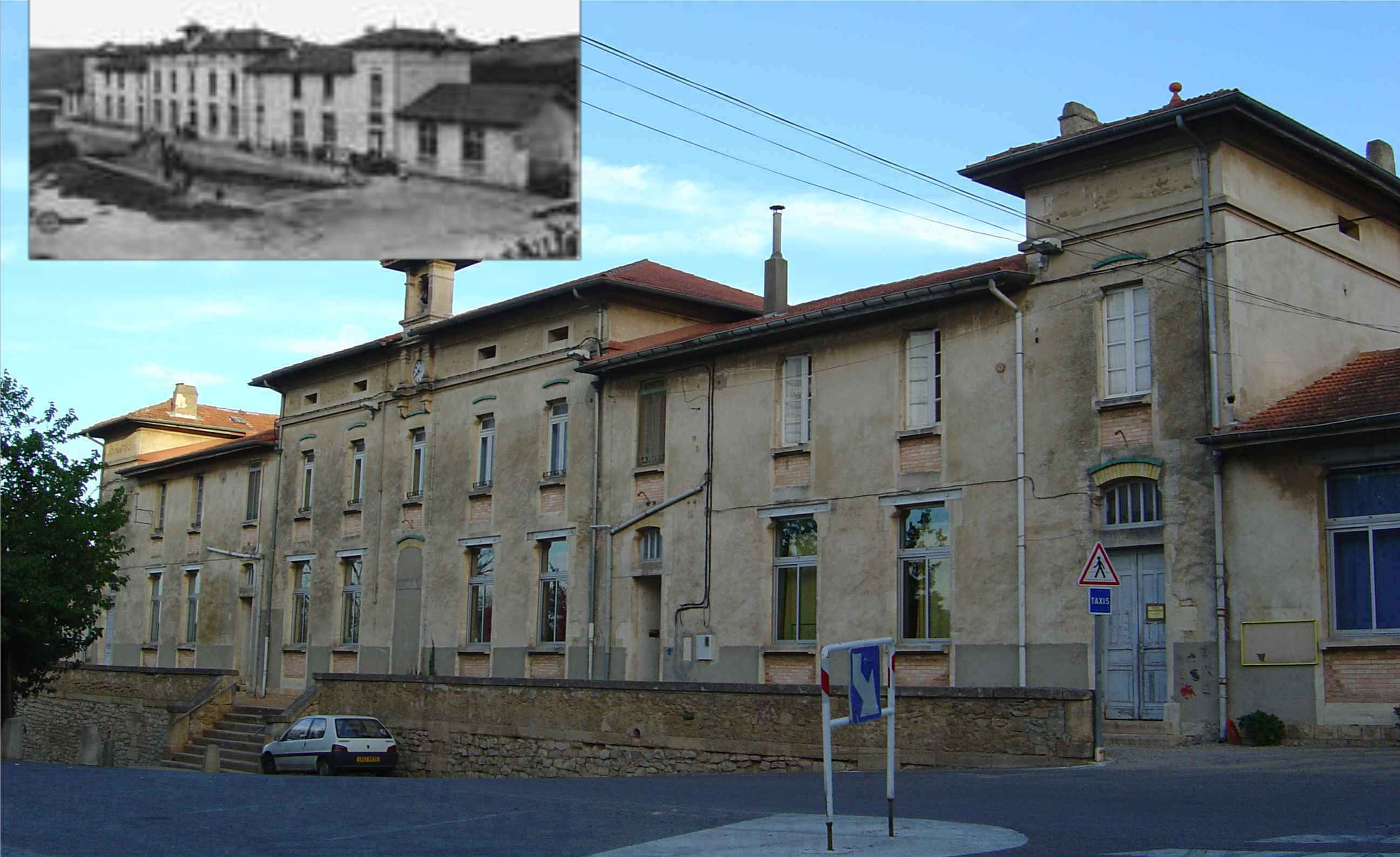
L'école primaire de 1900 à aujourd'hui.
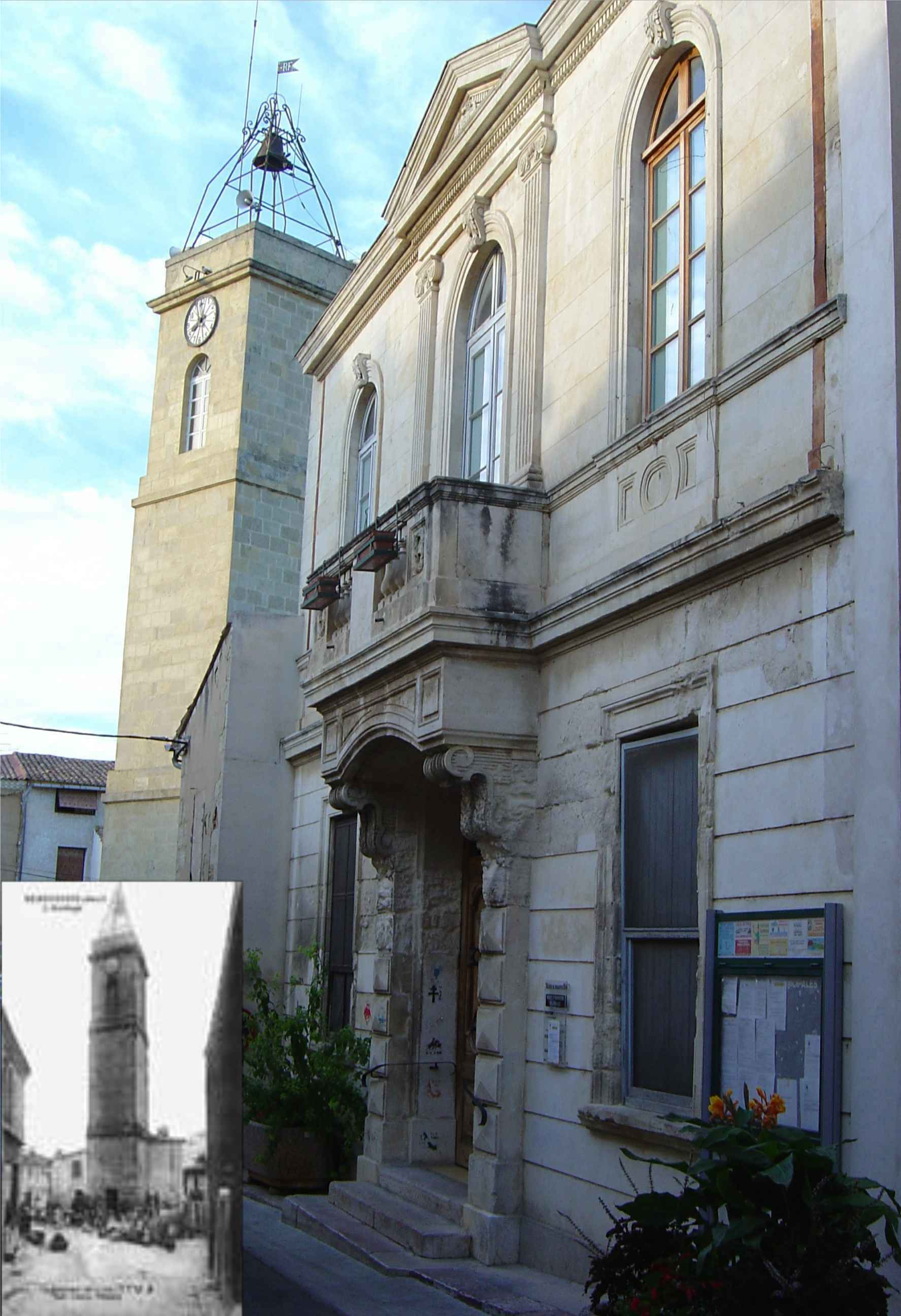
La mairie et l'horloge de 1900 à 2006.
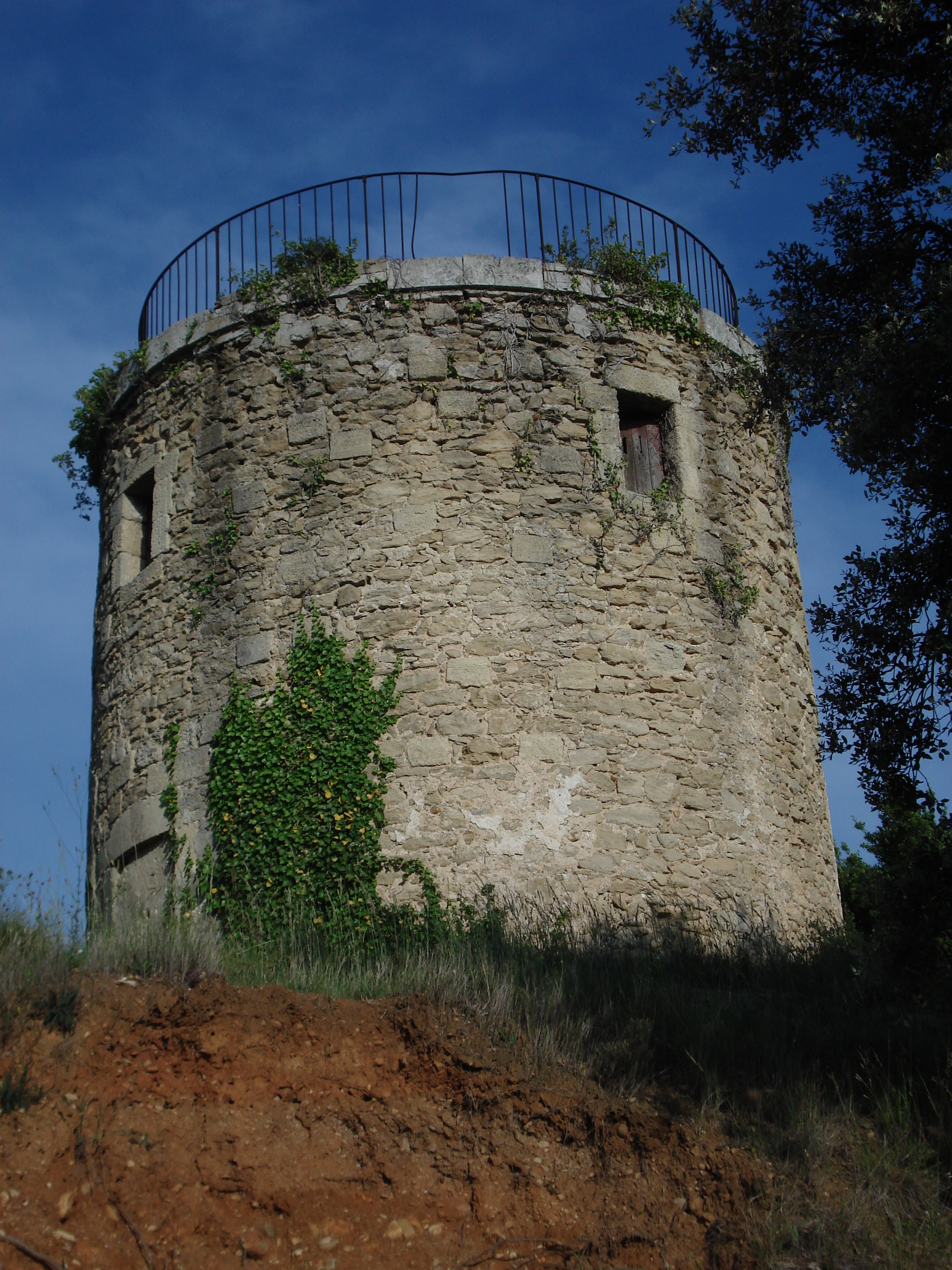
Un des deux moulins.
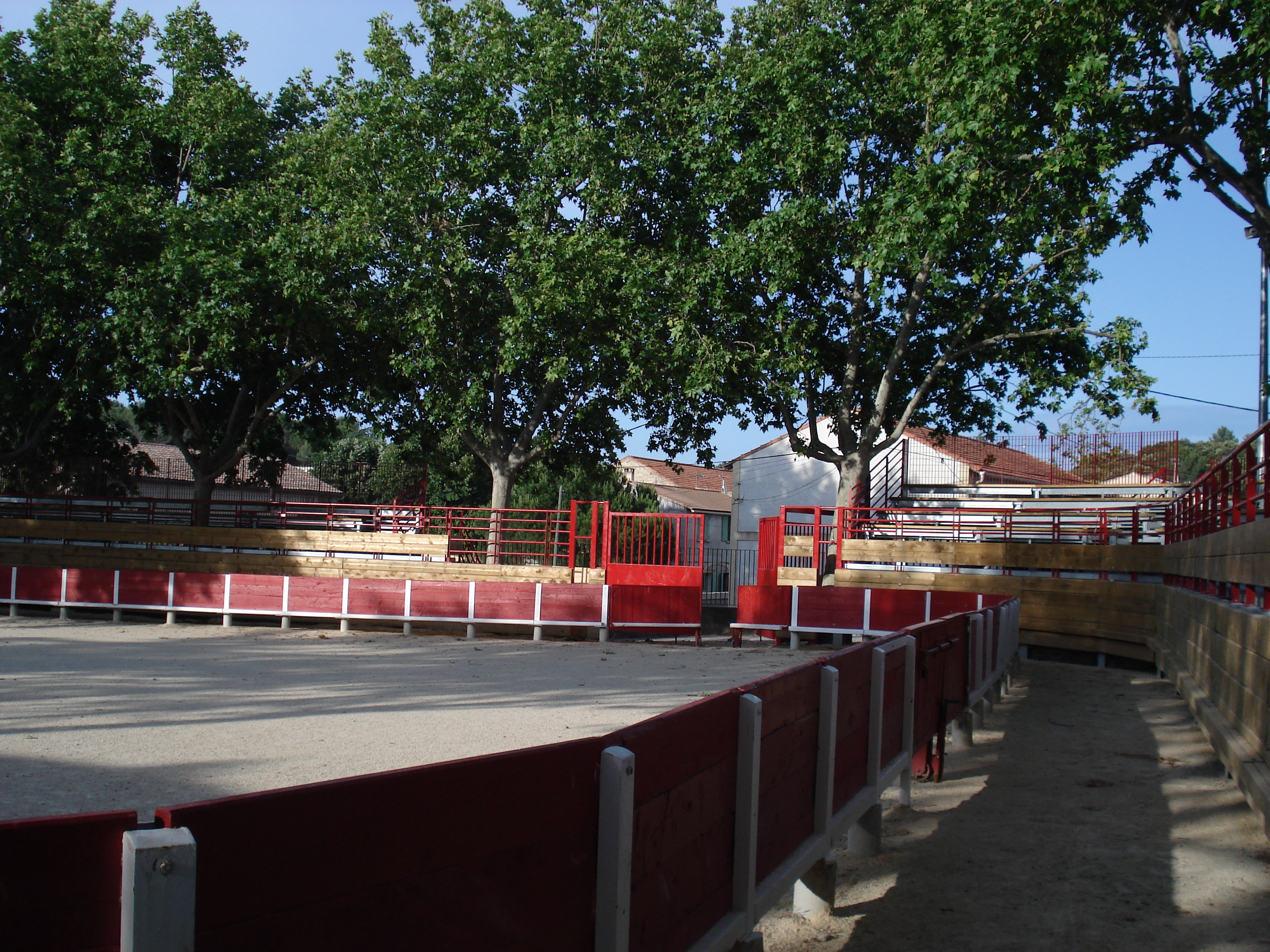
Les arènes de Beauvoisin après réfection en 2007.

### Édifices religieux

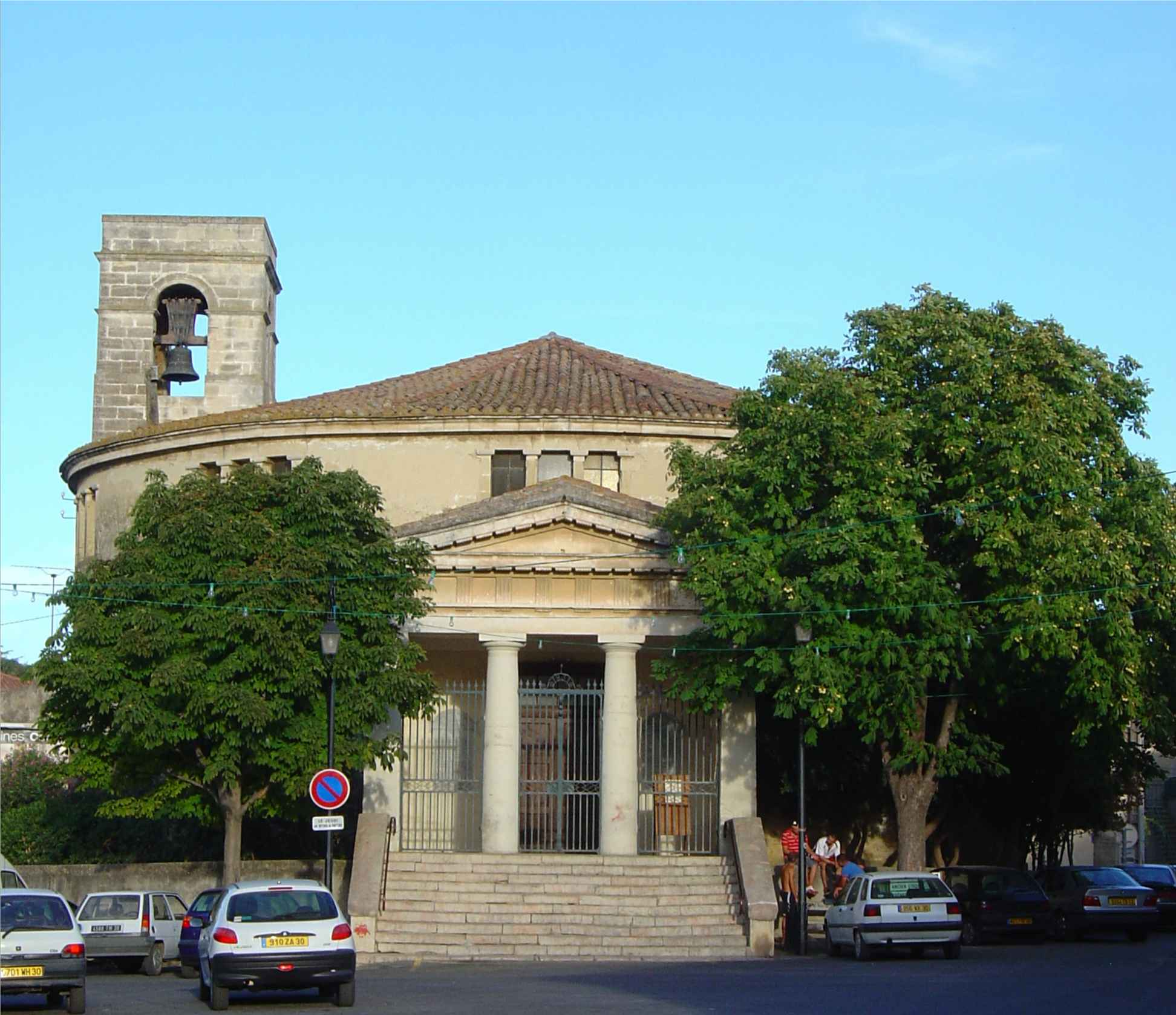
Le temple en 2006.

- Temple protestant de Beauvoisin. Le temple construit en 1834 par l'architecte Charles Durand a été inscrit monument historique par arrêté du 30 janvier 2012[55]. Originale forme en hémicycle, portique à colonnes de style néoclassique et clocher tour.
- Église Saint-Thomas de Beauvoisin.
- Chapelle de l’abbaye de Franquevaux.
- Chapelle du cimetière de Beauvoisin.

### Patrimoine environnemental
- Les chemins de René

| Distance | Dénivelé  | Durée    | Équipement       | Difficulté | Balisage | Point d'eau |
| -------- | --------- | -------- | ---------------- | ---------- | -------- | ----------- |
| 17,5 km  | 50 mètres | 5 heures | randonnée légère | facile     | bleu     | aucun       |

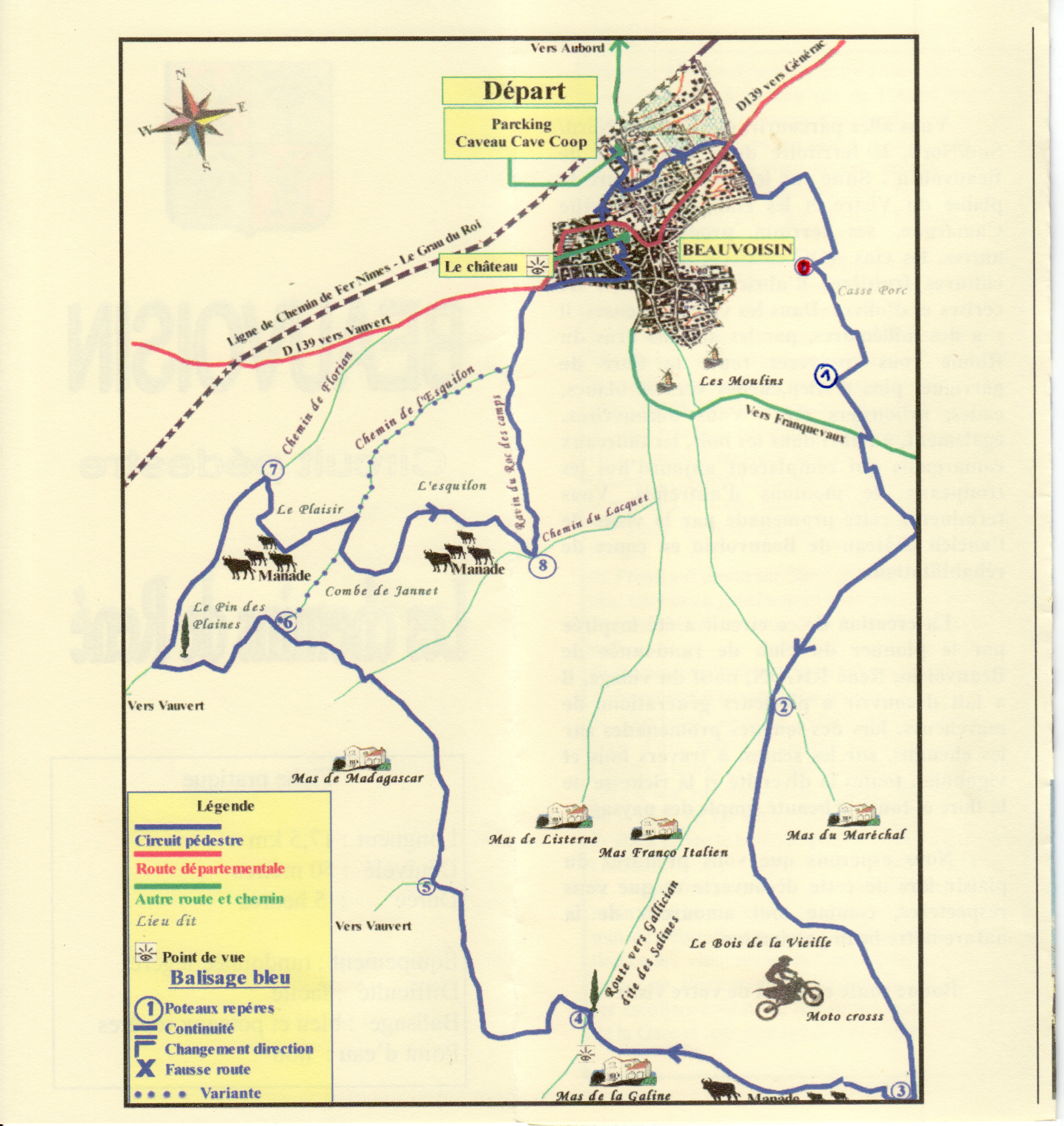
Plan de la balade des chemins de René.

Ces chemins permettent de découvrir le territoire de la commune, des Costières aux étangs de la Petite Camargue, en suivant les vallons creusés pendant des millénaires par les anciens bras du Rhône. D'une façon générale, les collines boisées des Costières regorgent de sentiers permettant la pratique de la randonnée pédestre, notamment.
Par son hameau de Franquevaux, construit autour d'une abbaye cistercienne du XIIe siècle, la commune s'étend aux zones marécageuses de la petite Camargue. Une grande tradition de course camarguaise, pierre angulaire de la bouvine, caractérise tous les villages de cette contrée entre Costières et Camargue.

### Personnalités liées à la commune
- Philadelphe Delord, né à Beauvoisin, est un pasteur envoyé en 1897 sur l'île de Maré en Nouvelle-Calédonie pour l'évangélisation des populations locales[56]. Il y découvre les ravages de la lèpre et décide à son retour en métropole en 1910 de s'y consacrer. En 1926, il acquiert la chartreuse de Valbonne qui devient à partir de 1929 un refuge pour lépreux. La même année, il crée l'Association de Secours aux Victimes des Maladies Tropicales (ASVMT)[57] qui deviendra le propriétaire de la chartreuse. Il y meurt le 24 novembre 1947 et est enterré dans le grand cloître[58].
- Cyril Jeunechamp, ancien footballeur professionnel.
- Jean-Marc Sibille, ancien footballeur professionnel.
- Gérard Barbeyrac, raseteur.
- Marion Mazauric, éditrice.

## Héraldique
| Blason de Beauvoisin | Écartelé : aux 1 et 4 d'or aux quatre branches de genêt, ordonnées 2 et 2, arrondies et affrontées de sinople ; aux 2 et 3 de gueules à l'aigle d'argent. |

| Ancien Blason de Beauvoisin (en réalité blason de François de Génas) | Écartelé : aux 2 et 3 de gueules à l'aigle d'argent, aux 1 et 4 d'or (!) au cep de vigne surmonté de roncier, ordonnées 2 et 2, arrondies et affrontées de sinople. Ancienne version du blason de Beauvoisin. En réalité blason de François de Génas. |